# Marco Sciarra
Pour les articles homonymes, voir Sciarra.
Marco Sciarra ou Marco Sciarpa (vers 1550 – 1593), est un brigand italien.

## Biographie
Né dans les Abruzzes à Rocca Santa Maria, il rejoint en 1584 les bandits qui infestent la campagne romaine depuis la fin des guerres d'Italie vers 1559. Son courage et son autorité lui font rapidement prendre la tête de plusieurs groupes de bandits, qui finissent par former une véritable armée de près d'un millier d'hommes dont le champ d'action s'étend des Marches jusqu'à Naples et les Pouilles.
Sa réputation de voler les riches afin de redistribuer aux pauvres lui vaut une popularité grandissante parmi le peuple, qui le surnomme flagellum Dei (« fléau de Dieu ») ou Re della campagna (« roi de la campagne »). Les soldats envoyés par le Pape à sa poursuite font d'ailleurs plus de dégâts dans les campagnes que les troupes de Sciarra.
Sixte-Quint et Grégoire XIV échouent à le capturer. La tête de Sciarra est mise au prix de 4 000 ducats.
À son apogée, Sciarra, allié à Alfonso Piccolomini, duc de Monte Mariano et à la tête d'une bande opérant en Romagne, contrôle un territoire allant du Pô au Vésuve.
Mais sous la pression constante des armées de Clément VIII, la bande se Sciarra commence à se disperser.
Sciarra propose alors ses services à la république de Venise, qui l'envoie avec 500 de ses hommes en Dalmatie combattre les Uscoques. Cette protection provoque un conflit diplomatique avec le Pape, car Clément VIII exige son extradition. Un expédient est trouvé et les hommes de Sciarra sont envoyés à Candie remplacer la garnison décimée par la peste. Comme prévu, ceux-ci succombent également au mal, mais Sciarra a refusé de s'embarquer. En fuite, il reprend sa carrière de bandit, mais est tué en 1593 à Ascoli Piceno par un de ses compagnons, voulant ainsi gagner le pardon du pape.

## Sources et biographie
- (it) Cet article est partiellement ou en totalité issu de l’article de Wikipédia en italien intitulé « Marco Sciarra » (voir la liste des auteurs).

Jacques Albin Simon Collin de Plancy Histoire des bandits et brigands les plus célèbres des quatre parties du monde, tome 1er (Tome 1), Marco Sciarra, brigand de l'Abbruzze,  Paris, 1835, Corbet  ainé, libraire, pp. 89-95, 262 p. lire en ligne sur Gallica